# Neocytheridea
Neocytheridea is een geslacht van uitgestorven kreeftachtigen uit de klasse van de Ostracoda (mosselkreeftjes).

## Soort
- Neocytheridea inflata Rajagopalan, 1962 †